# Shalikha
Shalikha è un sottodistretto (upazila) del Bangladesh situato nel distretto di Magura, divisione di Khulna. Si estende su una superficie di 228,64 km² e conta una popolazione di 163.658 abitanti (dato censimento 2011).